# Ceriantheopsis austroafricanus
Ceriantheopsis austroafricanus is een Cerianthariasoort uit de familie van de Cerianthidae. De wetenschappelijke naam van de soort werd in 2011 voor het eerst geldig gepubliceerd door Molodtsova, Griffiths & Acuña.

## Beschrijving
Ceriantheopsis austroafricanus groeit tot 8 cm in diameter. Het leeft in een zelfgebouwde gerimpelde viltachtige buis die vrij diep in het zand kan worden begraven. Uit de buis komen meerdere rijen voedertentakels die zalmkleurig, bruinachtig, romig of paars kunnen zijn. De buitenste tentakels zijn langer en worden gebruikt voor het vangen en verdedigen van voedsel. De binnenste tentakels zijn korter en worden meer rechtop gehouden. Deze worden gebruikt voor voedselmanipulatie en inname. 

## Verspreiding
Ceriantheopsis austroafricanus is gevonden in de tafelbaai en valsbaai rond het Kaapse Schiereiland en Hermanus aan de zuidkust van Zuid-Afrika, en leeft van de subtidale zone tot minstens 25 meter onder water.